# Hirschberg an der Bergstraße
Hirschberg an der Bergstraße je obec s 9,5 tisíci obyvateli v Bádensku-Württembersku a je součástí zemského okresu Rýn-Neckar. Obec vznikla sloučením původně samostatných částí Großsachsen a Leutershausen na úpatí pohoří Odenwald přiléhajícímu k Hornorýnské nížině, východně od Mannheimu. Název Bergstraße označuje historickou severojižní cestu mezi Heidelbergem a Darmstadtem vedoucí přibližně na trase dnešní silnice číslo 3.